# Oto Potočnik
Oto Potočnik, hrvatski bosanskohercegovački bivši nogometaš. Igrao za Željezničar iz Sarajeva. Počevši od sezone 1922./23. igrao je za Željezničar osam sezona. Željezničar je tad igrao u rangu sarajevskog nogometnog podsaveza i podsaveznoj ligi.